# Pristimantis flavobracatus
Espèce
Synonymes
- Eleutherodactylus flavobracatus Lehr, Lundberg, Aguilar & von May, 2006

Statut de conservation UICN

 DD  : Données insuffisantes
Pristimantis flavobracatus est une espèce d'amphibiens de la famille des Craugastoridae.

## Répartition
Cette espèce est endémique de la province d'Oxapampa dans la région de Pasco au Pérou. Elle se rencontre dans les environs de Chontabamba à environ 1 770 m d'altitude sur le versant Est de la cordillère Orientale.

## Publication originale
- Lehr, Lundberg, Aguilar & von May, 2006 : New species of Eleutherodactylus (Anura: Leptodactylidae) from the eastern Andes of central Peru with comments on central Peruvian Eleutherodactylus. Herpetological Monographs, vol. 20, p. 105-128.